# Municipio de Joliet (Illinois)
El municipio de Joliet (en inglés: Joliet Township) es un municipio ubicado en el condado de Will en el estado estadounidense de Illinois. En el año 2010 tenía una población de 87398 habitantes y una densidad poblacional de 935,11 personas por km².

## Geografía
El municipio de Joliet se encuentra ubicado en las coordenadas 41°30′30″N 88°4′57″O / 41.50833, -88.08250. Según la Oficina del Censo de los Estados Unidos, el municipio tiene una superficie total de 93.46 km², de la cual 91.29 km² corresponden a tierra firme y (2.32%) 2.17 km² es agua.

## Demografía
Según el censo de 2010, había 87398 personas residiendo en el municipio de Joliet. La densidad de población era de 935,11 hab./km². De los 87398 habitantes, el municipio de Joliet estaba compuesto por el 56.64% blancos, el 24.1% eran afroamericanos, el 0.35% eran amerindios, el 0.83% eran asiáticos, el 0.03% eran isleños del Pacífico, el 14.83% eran de otras razas y el 3.22% pertenecían a dos o más razas. Del total de la población el 35.43% eran hispanos o latinos de cualquier raza.